# Cleomenes lyra
Cleomenes lyra là một loài bọ cánh cứng trong họ Cerambycidae.